# رود کولون کورا
رود کولون کورا Collón Curá River رودخانه‌ای در ایالت نئوکن آرژانتین است. درازای این رود ۷۰ کیلومتر و ارتفاع سرچشمه آن ۹۷۰ کیلومتر از سطح دریا می‌باشد.
رود کولون کورا از هم ریزشی رودهای آلومینه و چیمه اوئین، نزدیک شهر هونین دلوس آندس به وجود می‌آید و پس از تشکیل، به جنوب روان می‌گردد.